# Aeroportul Internațional Newark Liberty
Aeroportul Internațional Newark Liberty (IATA: EWR, ICAO: KEWR, FAA LID: EWR) este un aeroport din Newark, Comitatul Essex, New Jersey, New Jersey, Statele Unite ale Americii ce deservește zona zona metropolitană New York⁠(d). Aeroportul a fost tranzitat în 2023 de 49.160.546 de pasageri. A fost deschis în 1 octombrie 1928 și numit după Newark.
Situat la o altitudine de 5 m, aeroportul dispune de 3 piste și ocupă o suprafață de 8.200.000 m². Este operat de Port Authority of New York and New Jersey⁠(d).

## Infrastructură

### Piste
Aeroportul dispune de 3 piste: 
- pista 04L/22R din asfalt, cu dimensiunile 11.000 picioare × 150 picioare
- pista 04R/22L din asfalt, cu dimensiunile 10.000 picioare × 150 picioare
- pista 11/29 din asfalt, cu dimensiunile 6.726 picioare × 150 picioare

### Terminale
Aerogara are în componență 3 terminale, Terminal A⁠(d), Terminal B⁠(d) și Terminal C⁠(d). 